# Kabarett

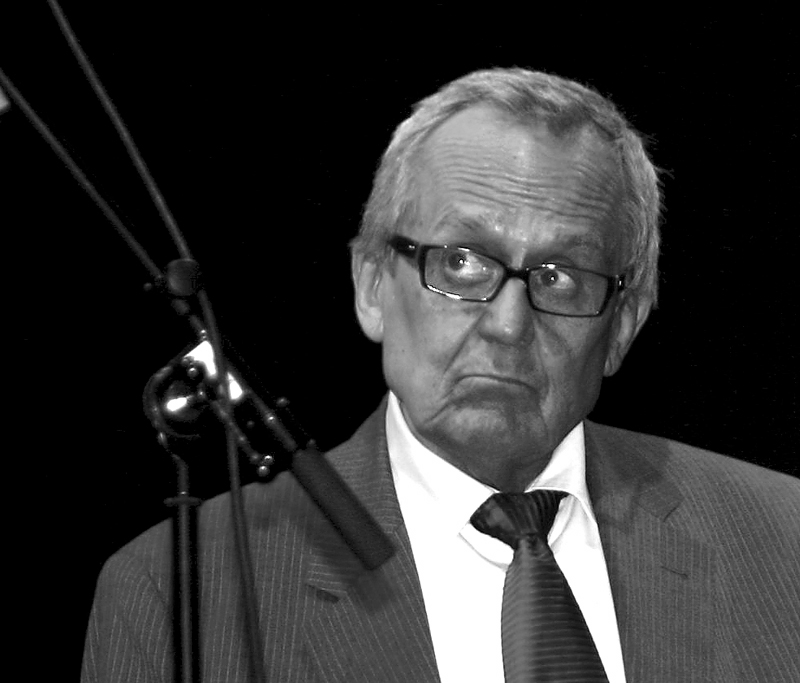
Dieter Hildebrandt, một chuyên gia về nghệ thuật Kabarett Đức (2007)

Kabarett là một hình thức nghệ thuật biểu diễn trong đó có những màn diễn xuất, độc thoại, đối thoại, kịch câm), thơ (bài thơ, những bản ballad) hoặc nhạc phối hợp với nhau. Kabarett có mục đích phê phán xã hội, giải trí hài hước và/hoặc nghệ thuật thẩm mỹ.

## Thuật ngữ
Từ "Kabarett" xuất phát từ thuật ngữ tiếng Pháp cabaret (quán rượu). Thuật ngữ Cabaret thường được sử dụng quốc tế và lịch sử đồng nghĩa với Revue (một hình thức trình diễn nghệ thuật với ca, nhạc, vũ.)

## Phân biệt với hài kịch và hài độc thoại
Ranh giới giữa Kabarett với hài kịch và hài độc thoại đôi khi lỏng lẻo; vì vậy đối với các trình diễn của các nghệ sĩ như Michael Mittermeier, Django Asül, Josef Hader hoặc Alfred Dorfer rất khó để xác định rõ ràng đó là Kabarett hay hài kịch. Về cơ bản trọng tâm của Kabarett thường là những chỉ trích các sự kiện công cộng hoặc những người hoạt động chính trị và xã hội, trong khi đó trong hài kịch và hài độc thoại thường miêu tả diễu cợt về các cuộc xung đột với môi trường của mình là chủ yếu.